# Kobberup Sogn
Kobberup Sogn er et sogn i Skive Provsti (Viborg Stift).
I 1800-tallet var Feldingbjerg Sogn og Gammelstrup Sogn annekser til Kobberup Sogn. Alle 3 sogne hørte til Fjends Herred i Viborg Amt. Kobberup-Feldingbjerg-Gammelstrup sognekommune blev ved kommunalreformen i 1970 indlemmet i Fjends Kommune, som ved strukturreformen i 2007 indgik i Viborg Kommune.
I Kobberup Sogn ligger Kobberup Kirke.
I sognet findes følgende autoriserede stednavne:
- Ajstrup (bebyggelse)
- Gamskær (bebyggelse)
- Kardyb (bebyggelse, ejerlav)
- Kardybgård (bebyggelse)
- Kobberup (bebyggelse, ejerlav)
- Korsbakke (bebyggelse)
- Kællingsted (bebyggelse)
- Nørre Søby (bebyggelse)
- Røgind (bebyggelse, ejerlav)
- Søby (bebyggelse, ejerlav)
- Tastum (bebyggelse, ejerlav)
- Tastum Sø (areal, ejerlav)